# FeedBurner
FeedBurner è un fornitore di gestione dei feed lanciato nel 2004 che offre feed RSS e gestione di strumenti per chi crea blog, podcast, e altri contenuti web. I servizi offerti agli editori della rete includono anche analisi del traffico e un sistema opzionale pubblicitario basato su Google Adsense.
FeedBurner è un tipico servizio Web 2.0 che offre interfacce (API) di programmazione per i servizi web per permettere ad altri software di interagire con esso. Nel maggio 2007 FeedBurner ha ospitato 410 769 editori.
Il servizio è stato acquistato da Google per 100 milioni di dollari nel giugno 2007.